# マルシャーノ
マルシャーノ（伊: Marsciano）は、イタリア共和国ウンブリア州ペルージャ県にある、人口約18,000人の基礎自治体（コムーネ）。

## 地理

### 位置・広がり

#### 隣接コムーネ
隣接するコムーネは以下の通り。括弧内のTRはテルニ県所属を示す。
- コッラッツォーネ
- デルータ
- フラッタ・トディーナ
- ペルージャ
- ピエガーロ
- サン・ヴェナンツォ (TR)
- トーディ

### 気候分類・地震分類
マルシャーノにおけるイタリアの気候分類 (it) および度日は、zona D, 1978 GGである。
また、イタリアの地震リスク階級 (it) では、zona 2 (sismicità media) に分類される。

## 行政

### 分離集落
マルシャーノには、以下の分離集落（フラツィオーネ）がある。
- Badiola, Cascina, Castello delle Forme, Castiglione della Valle, Cerqueto, Cerro, Compignano, Marsciano Stazione, Mercatello, Migliano, Monte Vibiano Vecchio, Morcella, Olmeto, Pallotta, Papiano, Pieve Caina, San Biagio della Valle, San Valentino della Collina, Sant'Apollinare, Sant'Elena, Schiavo, Spina, Via Larga, Villanova.

## 姉妹都市
- トランブレ＝アン＝フランス、フランス
- オロゼーイ、イタリア
- ヤブロネツ・ナド・ニソウ、チェコ